# Сядунай (Радвилишкикский район)
Сядунай (лит. Sedūnai) — село в северной части Литвы. Входит в состав Аукштелкайского староства Радвилишкского района. По данным переписи Литвы 2011 года, население Сядуная составляло 32 человека.

## География
Расположено в северной части района. Расстояние до районного центра, города Радвилишкис составляет 7 километров, до села Аукштялкай, центра староства — 6 километров.
Недалеко от села берёт начало река Везге.

## Население
| 1902                           | 1923                        | 1959 | 1970 | 1979 | 1989 | 2001 | 2011 |
| ------------------------------ | --------------------------- | ---- | ---- | ---- | ---- | ---- | ---- |
| 207                            | 204 103 (kaime) 101 (dvare) | 173  | 154  | 94   | 46   | 39   | 32   |
| Гистограмма динамики населения |                             |      |      |      |      |      |      |